# 萊姆斯通鎮區 (伊利諾伊州皮奧里亞縣)
萊姆斯通鎮區（英語：Limestone Township）是位於美國伊利諾伊州皮奧里亞縣的一個行政鎮區。

## 地方資料
根據2010年美國人口普查的數據，萊姆斯通鎮區的面積為93.10平方千米，當中陸地面積為92.40平方千米，而水域面積為0.70平方千米。當地共有人口19236人，而人口密度為每平方千米206.62人。